# Cryptocellus becki
Cryptocellus becki är en spindeldjursart som beskrevs av Norman I. Platnick och Mohammad U. Shadab 1977. Cryptocellus becki ingår i släktet Cryptocellus och familjen Ricinoididae. Inga underarter finns listade i Catalogue of Life.